# Marina Severa
Marina Severa (fallecida antes de 375) fue una emperatriz romana consorte, y primera esposa del emperador Valentiniano I. Era la madre de quien luego fuera el emperador Graciano. 

## Nombre
Su nombre completo no se sabe realmente. Marina Severa es una combinación de los dos nombres que se le dan en las fuentes primarias. Sócrates de Constantinopla la llama "Severa" mientras que Juan Malalas, el Chronicon Paschale y Juan de Nikiû la llaman "Marina".

## Vida
Marina Severa se casó con Valentiniano antes de que él ascendiera al trono. Su hijo, Graciano, nació en el año 359 en Sirmio en Panonia. Valentiniano fue elegido emperador en 364. Él se divorció de su esposa alrededor del año 370 para casarse con Justina, viuda del usurpador Magnencio.
Según Sócrates de Constantinopla: "Estando Justina privada así de su padre, aún seguía siendo virgen. Algún tiempo después conoció a Severa, la esposa del emperador Valentiniano, y tuvo trato frecuente con la emperatriz, hasta que su intimidad a la larga alcanzó tal extensión que ellas acostumbraban a bañarse juntas. Cuando Severa vio a Justina en el baño ella quedó impresionada con la belleza de la virgen, y hablaba de ella al emperador; diciendo que la hija de Justo era una criatura tan encantadora, y poseía tal simetría de formas que ella misma, aunque era una mujer, estaba encantada con ella. El emperador, valorando esta descripción de su esposa en su propia mente, consideró consigo mismo cómo podía casarse con Justina, sin repudiar a Severa, que le había dado a Graciano, a quien él había hecho Augusto un poco antes. Por lo tanto, ideó una ley, e hizo que se publicara en todas las ciudades, por la cual se permitía a cualquier hombre tener dos esposas legítimas."
Este relato fue desdeñado por historiadores posteriores cuya interpretación de ella fue una improbable legalización de la bigamia. Sin embargo, Timothy Barnes y otros consideran que esta decisión de permitir sólo a algunos romanos divorciarse y luego volver a casarse. La controversia era que el Cristianismo aún tenía que aceptar el concepto de divorcio. Barnes considera que Valentiniano deseaba seguir adelante con la reforma legal en búsqueda de una legitimidad dinástica que aseguraría su presencia en el trono.
Juan Malalas, el Chronicon Paschale y Juan de Nikiû señalan que Severa fue desterrada debido a que estaba implicada en una transacción ilegal. Barnes considera esta historia como un intento de justificar el divorcio de Valentiniano I sin echarle la culpa al emperador. Según el relato de Juan de Nikiu: "Pues este justo y equitativo emperador odiaba la opresión y juzgaba con la voz de la justicia y practicaba la equidad. Este gran emperador no libró ni a su mujer, la emperatriz Marina. Ella había comprado un jardín vivero de una plantadora, y no le había pagado el precio que merecía equitativamente, debido a que los tasadores la habían valorado por consideración a la emperatriz y así la habían inclinado a hacerle un favor. Y cuando ante el pío Valentiniano elogiaron lo que su esposa había hecho, envió a hombres temerosos de Dios a tasar aquel jardín y los ató por un juramento solemne para que lo valorasen con justicia y equidad. Y cuando los tasadores llegaron a ese jardín, encontraron que ella había sido culpable de grave injusticia y había dado a la mujer sólo una pequeña parte del precio. Y cuando el emperador oyó lo que valía, sacó a la emperatriz de su presencia y la expulsó del palacio y tomó como esposa a una mujer llamada Justina, con la que vivió todo el resto de su vida. Por lo que se refiere a la primera mujer, la expulsó y exilió de la ciudad, y devolvió el jardín a la mujer que lo había vendido."
Cuando Valentiniano murió en el año 375, fue enterrado en la iglesia de los Santos Apóstoles en Constantinopla, junto a su primera mujer.